# توئوگو
توئوگو (به لاتین: Tõugu) یک روستا در استونی است که در دهستان ویهولا واقع شده‌است.